# Charles Winslow
Charles Lyndhurst Winslow (* 1. August 1888 in Queenstown; † 15. September 1963 in Johannesburg) war ein südafrikanischer Tennisspieler. 1912 gewann er bei den Olympischen Spielen zwei Goldmedaillen.

## Leben
Charles Winslows Vater war Lyndhurst Winslow, ein First-class Cricketspieler, der für den Sussex County Cricket Club aktiv war. Charles’ Sohn Paul spielte Cricket ebenfalls erfolgreich.
Charles Winslow nahm von 1907 bis 1926 an Tennisturnieren teil. 1909 siegte er bei den Meisterschaften von Transvaal, 1910 bei den Natal Championships. 1912 trat er bei Turnieren in Europa, u. a. bei den Queen’s Club Championships, an. Bei den Hartplatz-Weltmeisterschaften in Paris erreichte er in diesem Jahr im Doppel an der Seite von Harold Kitson das Finale. Sein größter Erfolg war der Doppel-Olympiasieg bei den Olympischen Sommerspielen 1912. Im Rasen-Einzel hatte er mit dem Böhmen Ladislav Žemla im Halbfinale am meisten Probleme und brauchte fünf Sätze. Im Finale schlug Winslow seinen Landsmann Harold Kitson in vier Sätzen. Im Doppel trat er mit Kitson zusammen an und gewann ebenfalls Gold. Zwei Sätzen gaben sie im Turnierverlauf ab, einen davon im Finale gegen die Österreicher Fritz Felix Pipes und Arthur Zborzil.
1914 gewann er die Meisterschaften von Südafrika in Johannesburg. Bei seiner zweiten Reise nach Europa kam er zu seinem einzigen Auftritt in Wimbledon im Jahr 1920, wo er im Einzel nur die zweite Runde erreichte. Im Doppel und Mixed-Doppel verlor er ebenfalls früh. Bei den Olympischen Spielen 1920 in Antwerpen konnte er im Einzel mit Bronze kampflos seine dritte Medaille erringen, nachdem er im Halbfinale gegen den Japaner Kumagai Ichiya verloren hatte. Den letzten seiner 13 Einzel-Turniersiege feierte er 1923 erneut in Transvaal, wo er insgesamt viermal gewann.
Für die südafrikanische Davis-Cup-Mannschaft kam er nur in der Ausgabe 1920 zum Einsatz, als er zwei seiner drei Matches gewann, sein Team aber dennoch mit 2:3 gegen die Niederlande unterlag.

## Spielstil
Bill Tilden schrieb über den Spielstil von Winslow:

“Charles Winslow [...] has a remarkable versatile game. He uses a high, bounding service of good speed, which at times he follows to the net. His best ground stroke is a severe chop, not unlike Wallace F. Johnson. He has a good drive both forehand and backhand, which he only uses when pressed or in attempting to pass a net man. He volleys very well, and covers the net quickly. His overhead is very severe, steady, and reliable. He is a fine natural player just below the top flight. He is an excellent strategist, and mixes his shots very well. He has exceptionally fast footwork, and repeatedly runs around his backhand to chop diagonally across the court in a manner very similar to Johnson.”

„Charles Winslow [...] verfügt über ein bemerkenswert vielseitiges Spiel. Er nutzt einen hohen, gesprungenen Aufschlag mit guter Geschwindigkeit, dem er zeitweise bis zum Netz folgt. Sein bester Grundschlag ist ein gefährlicher Slice, ähnlich wie Wallace F. Johnson. Er verfügt über einen guten Vor- und Rückhanddrive, den er nur bei Druck oder beim Versuch, den Spieler am Netz zu passieren, einsetzt. Er schlägt einen guten Volley und deckt das Netz gut ab. Sein Overhead ist sehr stark, stabil und zuverlässig. Er ist ein guter natürlicher Spieler, knapp unterhalb der höchsten Spielklasse. Er ist ein ausgezeichneter Stratege und durchmischt seine Schläge sehr gut. Er hat eine außergewöhnlich schnelle Beinarbeit und läuft immer wieder um seine Rückhand herum, um diagonal über das Spielfeld zu schlagen, ganz ähnlich wie Johnson.“

## Erfolge (Auswahl)
| Legende (Anzahl der Siege) |
| Grand Slam                 |
| Olympische Spiele (2)      |
| Sonstige Turniere (12)     |

| Titel nach Belag |
| ---------------- |
| Hartplatz (0)    |
| Sand (0)         |
| Rasen (2)        |

### Einzel

#### Turniersiege
| Nr. | Jahr           | Turnier                     | Belag     | Finalgegner     | Endergebnis             |
| --- | -------------- | --------------------------- | --------- | --------------- | ----------------------- |
| 1.  | 24. April 1909 | Transvaal Championships     | unbekannt | Harold Kitson   | 6:4, 6:4, 6:4           |
| 2.  | 17. Juli 1910  | Natal Championships         | unbekannt | John Richardson | 3:6, 6:2, 6:1, 7:5      |
| 3.  | 5. Juli 1912   | Olympische Spiele           | Rasen     | Harold Kitson   | 7:5, 4:6, 10:8, 8:6     |
| 4.  | 18. April 1914 | South African Championships | unbekannt | George Dodd     | 4:6, 7:9, 6:2, 6:3, 6:3 |

### Doppel

#### Turniersiege
| Nr. | Jahr         | Turnier           | Belag | Partner       | Finalgegner                      | Endergebnis        |
| --- | ------------ | ----------------- | ----- | ------------- | -------------------------------- | ------------------ |
| 1.  | 4. Juli 1912 | Olympische Spiele | Rasen | Harold Kitson | Fritz Felix Pipes Arthur Zborzil | 4:6, 6:1, 6:2, 6:2 |

## Trivia
Winslow besaß ein Haus in der Beacon Street 157, das er 1910 an die Familie von Henry Weston Farnsworth verkaufte. Farnsworth galt als eines der ersten US-amerikanischen Kriegsopfer des Ersten Weltkriegs.